# Grisha Dabat
Grisha Dabat est un scénariste et réalisateur français né le 1er juillet 1921 au Caire et mort le 21 décembre 2004 à Paris.

## Biographie
Critique de cinéma au cours des années 1940, Grisha Dabat a été en 1950 l'un des organisateurs du Rendez-vous de Biarritz qui faisait suite au Festival du film maudit de 1949. Il a signé un seul long métrage sorti en 1962, Et Satan conduit le bal, dont Roger Vadim assura la production et supervisa la réalisation.

## Filmographie

### Scénariste
- 1961 : L'Éternité pour nous de José Bénazéraf
- 1961 : De quoi tu te mêles, Daniela ! de Max Pécas
- 1962 : Douce Violence de Max Pécas (adaptation et dialogues)
- 1962 : Et Satan conduit le bal

### Réalisateur
- 1962 : Et Satan conduit le bal